# Фріц Леб
Фрідріх «Фріц» Леб (Льоб) (нім. Friedrich „Fritz“ Löb; 14 вересня 1895, Берлін — 22 червня 1940, біля Брюсселя) — німецький офіцер, генерал-майор люфтваффе.

## Біографія
13 лютого 1913 року вступив в 9-й саперний батальйон. Учасник Першої світової війни, з 31 грудня 1915 року — ад'ютант командувача саперами 9-го армійського корпусу, з 9 березня 1918 року — ордонанс-офіцер у штабі 18-ї піхотної дивізії. 
У лютому-травні 1919 року — ад'ютант батальйону Добровольчого корпусу фон Офена. Після демобілізації армії залишений в рейхсвері, служив в саперних частинах. Пройшов секретну підготовку офіцера Генштабу (1924-25) і 1 жовтня 1925 року переведений референтом у Військове управління Імперського військового міністерства. З 1 жовтня 1930 року — командир роти 6-го саперного батальйону, з 1 березня 1933 року — на штабній роботі. 1 квітня 1934 року переведений в люфтваффе і 1 травня 1934 року призначений начальником відділу постачання Технічного управління Імперського міністерства авіації (RLM). З 1 травня 1936 року — офіцер для особливих доручень при головнокомандувачі люфтваффе. З 1 грудня 1936 року — начальник сировинного штабу RLM, з 1 квітня 1937 року — начальник управління сировини в Управлінні з питань чотирирічного плану, з 1 лютого 1938 року — начальник 1-го головного відділу Імперського міністерства економіки. Один з організаторів німецького літакобудування.
1 лютого 1939 року Леб був призначений начальником Адміністративного управління RLM. 30 травня 1940 року переведений на щойно створену посаду начальника авіаційної області «Бельгія—Північна Франція». Загинув в авіакатастрофі: Junkers Ju 52, на борту якого він знаходився, розбився на аеродромі. Похований в Берліні, могила не збереглась.

## Звання
- Фанен-юнкер-унтер-офіцер (26 липня 1913)
- Фенріх (20 листопада 1913)
- Лейтенант (1 серпня 1914)
- Обер-лейтенант (27 січня 1918)
- Ротмістр (1 лютого 1926)
- Майор (1 липня 1933)
- Оберст-лейтенант (1 липня 1935)
- Оберст (1 грудня 1936)
- Генерал-майор (1 лютого 1938)

## Нагороди
- Залізний хрест 2-го і 1-го класу
- Хрест «За заслуги у війні» (Мекленбург-Стреліц) 2-го класу
- Ганзейський Хрест (Бремен)
- Нагрудний знак «За поранення» в чорному
- Почесний хрест ветерана війни з мечами
- Медаль «За вислугу років у Вермахті» 4-го, 3-го, 2-го і 1-го класу (25 років)